# 熊本県道221号田代御船線
熊本県道221号田代御船線（くまもとけんどう221ごう たしろみふねせん）は、熊本県上益城郡御船町を通る一般県道である。

## 概要

### 路線データ
- 起点：熊本県上益城郡御船町上野（熊本県道57号益城矢部線交点）
- 終点：熊本県上益城郡御船町木倉（国道443号交点）

## 地理

### 通過する自治体
- 上益城郡御船町

### 交差する道路
| 交差する道路           | 交差する場所 | 交差する場所   |
| ---------------------- | ------------ | -------------- |
| 熊本県道57号益城矢部線 | 上野         | 起点           |
| E77 九州中央自動車道   | 上野         | 2 上野吉無田IC |
| 国道443号              | 木倉         | 終点           |

### 沿線
- 軍見坂
- 御船町役場